# Бридайтис, Викторас Викторович
Викторас Викторович Бридайтис (18 мая 1965, Таураге, Литовская ССР, СССР — 4 июля 2014, Литва) — советский литовский футболист.
Мастер спорта СССР международного класса (1987).

## Биография
Воспитанник футбольной школы г. Таураге, первый тренер Бронюс Кичас. В 1982 зачислен в дубль «Жальгириса».
Сезон 1985 года провел в клубе 2-й лиги «Спорт» (Таллин).
С 1986 года снова в составе «Жальгириса». Однако в основе появлялся нечасто — за 4 сезона провел только 16 игр. Выступал в еврокубках — 1 матч в сезоне 1988/89.
В 1990 году уехал выступать в Германию, где его взял в свои ряды клуб «Ремшайд». Вместе с командой поднялся из Оберлиги во 2-ю бундеслигу, где клуб играл два сезона.
В сезонах 1997/98 и 1998/99 играл за клуб 5-го дивизиона «Ронсдорф». В 1999 году снова вернулся в «Ремшайд», где главным тренером был его экс-одноклубник по «Жальгирису» и «Ремшайду» Сигитас Якубаускас. Провел в команде 2 сезона, после чего завершил выступления.
Работал тренером любительского немецкого клуба ТС «Штрук». С октября 2013 — главный тренер клуба.
Погиб на рыбалке на реке Нямунас вместе с братом 4 июля 2014 года.

## Достижения
- Бронзовый призёр чемпионата СССР 1987.
- Чемпион Универсиады 1987.
- Чемпион VIII Спартакиады народов СССР 1983.

## Семья
Жена Бируте, дочь Кристина.

## Статистика
| Сезон   | Клуб          | Матчи | Голы |
| ------- | ------------- | ----- | ---- |
| 1985    | Спорт         | 24    | 0    |
| 1987    | Жальгирис     | 4     | 0    |
| 1988    | Жальгирис     | 9     | 0    |
| 1989    | Жальгирис     | 3     | 0    |
| 1989/90 | Ремшайд       | 19    | 1    |
| 1990/91 | Ремшайд       | 24    | 3    |
| 1991/92 | Ремшайд       | 17    | 2    |
| 1992/93 | Ремшайд       | 39    | 2    |
| 1993/94 | Ремшайд       | 25    | 2    |
| 1993/94 | Вестфалия 04  | ?     | ?    |
| 1994/95 | Ремшайд       | ?     | ?    |
| 1995/96 | Ремшайд       | 25    | 1    |
| 1996/97 | Ремшайд       | 27    | 3    |
| 1997/98 | Ронсдорф      | 27    | 1    |
| 1998/99 | Ронсдорф      | 24    | 1    |
| 1999/00 | Ремшайд       | 21    | 1    |
| 2000/01 | Ремшайд       | 23    | 0    |
| 2001/02 | Радеформвальд | ?     | ?    |